# Place du Pilori (Nantes)
Pour les articles homonymes, voir place du Pilori.
La place du Pilori est une place, en France.

## Situation et accès
Située dans le centre-ville de Nantes, la place fait partie du secteur piétonnier du quartier du Bouffay. Elle est de forme triangulaire et est plantée de deux Copalmes d'Amérique. Elle se trouve à la croisée des rues de la Marne (la façade principale de l'ancien magasin Decré, aujourd'hui les Galeries Lafayette est située le long de cette voie), à l'ouest ; de Briord, au nord ; de Verdun, au nord-est ; du Château, à l’est (vers le château des ducs de Bretagne) ; et des Chapeliers, au sud.

## Origine du nom
Deux hypothèses sont émises quant à l'origine du nom de la place.
- La première s'appuie sur la présence d'un puits, appelé le « Grand puits salé », apparu en 1515[1] ou 1516[2], fermé en 1721 puis comblé en 1861. Le nom véhiculé par la suite étant « Puy Lory », cette étymologie est parfois retenue[2].
- La seconde hypothèse s'appuie sur la présence entre 1555 et 1632 du pilori, auparavant installé place Saint-Pierre, et transféré ensuite place du Bouffay.

L'orthographe actuelle est un point souligné par les tenants de cette dernière hypothèse.

## Historique
Jusqu'au XIIIe siècle, l'axe principal nord-sud de la cité lie le Port-Communeau, le long de l'Erdre, au Port-Maillard, le long de la Loire. Il est composé des actuelles rues des Pénitentes, Saint-Jean, Saint-Vincent, de Briord, place du Pilori, rues des Chapeliers et des Petites-Écuries. Cet axe croise, sur la place du Pilori, la voie qui prolonge la route venant de Paris, et qui, commençant après l'accès par la porte Saint-Pierre et la place Saint-Pierre, traverse la cité vers l'ouest, est appelée « rue de la Chaussée » ; elle est constituée des actuelles rues Saint-Pierre, de Verdun (partie sud), de la Marne et de la Barillerie. La place du Pilori est alors le centre de la ville.
À la fin du Moyen Âge, l'axe de communication se déplace vers l'ouest. Il est formé des actuelles rues Léon-Blum (anciennement « rue du Port-Communeau »), Saint-Léonard, des Carmes, place du Change et rue de la Paix, dans le prolongement de la ligne des ponts franchissant la Loire. Dès lors, c'est la place du Change qui devient le nœud routier principal de la ville, reléguant la place du Pilori au second plan,.
Vers 1515, un puits triangulaire, agrémenté de cinq sculptures figurant des têtes d'animaux, est construit. Par la suite, cet ouvrage est réduit, pour gagner de la place. Ce puits est comblé en 1861.
En 1555, le pilori installé place Saint-Pierre, et qui sert à exécuter les sentences de l'évêque aussi bien que du comte de Nantes, est transféré place du Pilori où il reste jusqu'en 1632, année au cours de laquelle il est déplacé place du Bouffay.
La place s'est également appelée « carrefour du Grand Puits salé », puis « place Bourbon », avant de prendre son nom actuel le 25 juillet 1832.

### La famille Mellinet
Cette place est marquée par l'histoire de la famille Mellinet.
L'officine d'apothicaire de Gabriel Mellinet, fils de Jean Mellinet, marchand de cierges, y était installée. Pour marquer cette filiation, Gabriel Mellinet fait placer sur son blason une abeille et deux rayons de miel, symboles de la cire dont on fait les cierges. L'apothicairerie était située à l'angle de la rue des Chapeliers. Le fils de Gabriel, François Mellinet, reprend la charge et la boutique, mais le fils de François, qui porte le même prénom, François Mellinet « le conventionnel », choisit une autre voie.
La famille Mellinet apporte sur la place du Pilori une autre activité : l'imprimerie. Antoine Marie Mellinet, libraire, ouvre la première chambre de lecture sur abonnement de Nantes, rue du Château. À sa mort, sa veuve reprend la suite, puis transmet la direction à son gendre, Augustin-Jean Malassis, issu d'une famille de libraires d'Alençon, qui transfère l'activité rue de Briord, puis place du Pilori. En 1794, cette imprimerie utilise cinq presses et emploie huit ouvriers. L'activité reste sur la place du Pilori jusqu'en 1931, trois ans après la mort du dernier membre de la famille Mellinet vivant sur la place, Mme Brioché.

### Autres personnalités
Entre 1844 et 1846, Jules Verne, élève au Lycée Royal, fréquente la librairie du père Ratier, située sur la place du Pilori.
Ange Guépin y a tenu, au no 10, son cabinet de médecin, dans lequel il proposait, « tous les matins de 9 h à 10 h », des soins et des médicaments gratuits pour les plus démunis atteints d'une maladie des yeux.

## Bâtiments remarquables et lieux de mémoire
Au no 12 de la place se trouve un immeuble, construit en 1732, dont la façade est ornée de balcons sur console. Son entresol présente deux mascarons représentant « Jean qui rit » et « Jean qui pleure », dans des cartouches de style rocaille, en vogue à Nantes à partir de 1745.